# Кастеллаццо-Бормида
Кастеллаццо-Бормида (итал. Castellazzo Bormida) — коммуна в Италии, располагается в регионе Пьемонт, в провинции Алессандрия.
Население составляет 4654 человека (2008 г.), плотность населения составляет 103 чел./км². Занимает площадь 45 км². Почтовый индекс — 15073. Телефонный код — 0131.
Покровителем коммуны почитается святой первомученик Стефан, празднование в первый вторник после третьего воскресения сентября.

## Демография
Динамика населения:

## Администрация коммуны
- Официальный сайт: http://www.comune.castellazzobormida.al.it Архивная копия от 12 мая 2017 на Wayback Machine